# Dinastia attalide

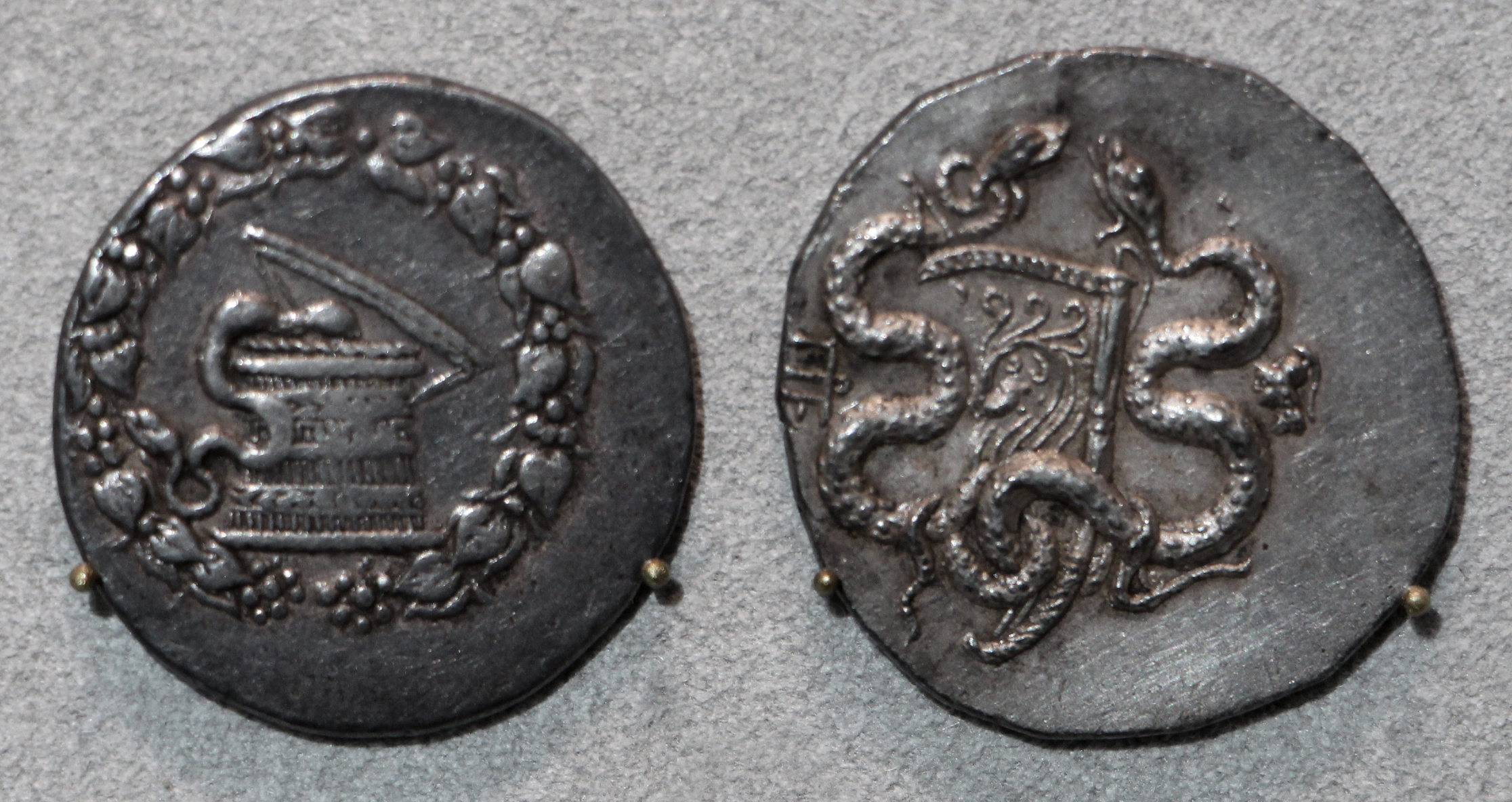
Stemma degli Attalidi su una moneta

Gli Attalidi erano la dinastia ellenistica che diede vita al regno di Pergamo in Asia Minore e lo governò dagli anni 230 a.C. al 133 a.C.
Iniziatore della dinastia fu Filetero, ufficiale del diadoco Lisimaco; sfruttando il collasso dell'impero di Lisimaco, nel 282 a.C. Filetero si impossessò della città di Pergamo. Fu tuttavia suo nipote Attalo I il primo a proclamarsi re negli anni 230 a.C. dopo aver sconfitto i Galati. L'ultimo sovrano di Pergamo fu Attalo III, nipote di Attalo I, che nel 133 a.C. lasciò in eredità i suoi possedimenti alla Repubblica romana. Alcuni anni dopo la morte di Attalo III, un certo Aristonico si proclamò figlio illegittimo di Eumene II (padre di Attalo III) e salì al trono di Pergamo; malgrado gli sforzi di guadagnarsi il consenso della popolazione con riforme sociali molto avanzate, Aristonico fu infine sconfitto dall'esercito romano.
L'immagine che la dinastia attalide aveva di sé era legata alle vittorie riportate sui Galati che erano viste come vittorie sul caos e come una difesa della cultura greca, un ruolo simile a quello ricoperto da Atene nelle guerre persiane del V secolo. Questa visione si ripercosse nel programma edilizio portato avanti dalla dinastia nella capitale Pergamo, la cui acropoli era dominata da monumenti su più livelli: sopra il tempio di Atena e la rinomata biblioteca di Pergamo voluti da Attalo I, sotto il tempio di Zeus decorato dai fregi della lotta tra gli dei e i giganti fatto costruire da Eumene II (figlio e successore di Attalo I). Il legame tra gli Attalidi e la cultura greca fu ulteriormente rafforzato dalla costruzione del mito della loro discendenza da Telefo, un sovrano che combatté nella guerra di Troia, oggetto anche di poemi come quello frammentario di Nicandro di Colofone.

## Dinastia di Pergamo
- Filetero (282-263 a.C.)
- Eumene I (263-241 a.C.)
- Attalo I Sotere (241-197 a.C.)
- Eumene II Sotere (197-160 a.C.)
- Attalo II Filadelfo (160-138 a.C.)
- Attalo III Filometore Evergete (138-133 a.C.)
- Eumene III (Aristonico, pretendente al trono, 133-129 a.C.)